# 入射角
入射角在幾何光學中是曲面上的入射光線與入射點處垂直於曲面的垂線之間的角度，該垂線稱為表面法線。射線可以由任何波形成：光學、聲學、微波、X射線等等。在下圖中，表示光線的射線與法線（虛線）形成角度θ。光線首次完全內部反射時的入射角稱為臨界角。反射角和折射角是與光束相關的其他角度。
在電腦圖形和地理學中，入射角也稱為具有光源表面的照明角，例如太陽相對於地球的表面。它也可以等效地描述為任何平面的切平面與另一個與光線成直角的平面之間的角度。這意味著，如果太陽在正上方，該點的照明角為0°，並且在日落或日出時是90°。
確定相對於平面的反射角很簡單，但計算任何其它表面都會困難得多。球體的精確解（在天文學和電腦圖形中具有重要應用）在阿爾哈森問題中討論。

在兩種介質之間介面處的折射光。

## 掠射角或入射餘角

以掠射角聚焦X射線。

在處理幾乎平行於曲面的樑時，有時更有用的是參攷樑與表面切線之間的角度，而不是樑與表面法線之間的角度。與入射角的90度互補稱為掠射角或入射餘角。小掠射角的入射稱為"掠射"。
掠射繞射用於X射線光譜和原子光學，其中只有在掠射角較小的情况下才能實現顯著的反射。脊狀鏡設計用於反射以小掠射角入射的原子。該角度通常以毫弧度為單位量測。在光學領域，有勞埃德鏡。

## 外部連結
- 埃里克·韦斯坦因. . MathWorld.
- geometry : rebound on the strip billiards Flash animation